# Italo dance
Az Italo dance vagy Mediterrán progresszív a dance egyik alstílusa, napjaink technójának és trance-ének az őse.

## Jellemzője
Az effajta stílus első képviselője Gigi D'Agostino volt, akit később más DJ-producerek is követtek, mind a BXR-től (a Media Records egyik label-je, melyet kizárólagosan az elektronikus zenének szenteltek, és különösen divatos volt az 1990-es években), mind konkurens labelektől.
A mediterrán szó eme zenei stílus (vagy jobban mondva alstílus) tisztán olasz eredetét hangsúlyozza. A dalokból az ének csaknem teljesen hiányzik, csupán pár mondat erejéig jelenik meg, melyek erős érzelmi hatás elérésére törekednek. Banálisan megközelítve a kérdést, azt állíthatjuk, hogy ez a stílus két ellentétes elem egyesítésére törekszik: a progresszív zene tipikus basszusait és a bizonyos hangszerek (például a hegedűk vagy hárfák) digitalizálásából fakadó kifinomult és dallamos hangzást hozza össze. Nem véletlen, hogy számos remixben fel tudnak idézni híres dalokat.

## Története
Mint műfaj, a 90-es évek első felében született és népszerűségének csúcspontján 1996-ban volt, az egész dance stílust megfertőzve, mígnem lassacskán, körülbelül 1-2 évvel később kihunyt. Pontosabban, ez a bizonyos stílus, melyben az elektronikus zenére jellemző állandó kísérletezés folyt, (még ha a műfaj sok kedvelője nem is ért egyet vele) a Trance és a Techno stílusokba fejlődött tovább.
Ha az elnevezéseket tekintjük, rendkívül nehéz különbséget tenni a Mediterrán Progresszív és az úgynevezett Progressive Dream Music között.

## Előadók
- Gigi D'Agostino
- Claudio Diva
- Marco Bisegna
- Sergio Crestini
- Sergio Datta
- Michele Generale
- Lello B.
- Tiziano Giupponi
- Max Castrezzati
- Mauro Picotto
- Gianfranco Bortolotti
- Gianni Parrini
- Daniele Gas
- Maurizio De Stefani